# Лесце
Лесце (словен. Lesce) је насељено место у општини Радовљица, Горењска регија, Словенија.

## Историја
До територијалне реорганизације у Словенији било је у саставу старе општине Радовљица.

## Становништво
У попису становништва из 2011. године, Лесце је имало 2.835 становника.
| Број становника према пописима | Број становника према пописима | Број становника према пописима |
| ------------------------------ | ------------------------------ | ------------------------------ |
| 1991                           | 2002                           | 2011                           |
| 2.948                          | 2.778                          | 2.835                          |

## Галерија
- Радовљишка равница, пејзаж Лесце и околине
- Шобец, излазак Сунца на језеру
- мост на сави код кампа Шобец
- железничка станица Лесце-Блед
- аеродром